# Сян-Кюель (озеро, Сень-Кюельский наслег)
Сян-Кюель (также Сээн-Кюёль, Сен-Кюель) — озеро на северо-востоке Якутии, в Среднеколымском улусе (Сень-Кюёльский наслег). Расположено в юго-восточной части Колымской низменности, в левобережье реки Большая Чукочья. По соседству находятся еще несколько крупных озёр: Унарба 2-я на юге, Бёхё на юго-западе, Балаганнах на западе, Тагытай на северо-западе, Улахан-Атах на севере. 
Площадь зеркала 84 км², площадь водосбора — 285 км². Длина озера 10,1 км, максимальная ширина достигает 8,8 км. Высота над уровнем моря — 25 м. Озеро достаточно глубокое, его средняя глубина — 25 м.
Имеет неровную береговую линию. Берега низкие, в значительной степени заболоченные. Ландшафт представляет собой типичную тундру, поросшую лугами и кустарником, на северо-востоке подступает редколесная растительность. Два небольших острова у восточного берега. Из заболоченного участка на востоке вытекает небольшая безымянная речка длиной 42 км, которая, пройдя через несколько небольших озёр, впадает в Большую Чукочью . Ближайший населённый пункт — село Ойусардах, расположенное в 31 км к юго-западу.